# 大杉地蔵尊
大杉地蔵尊（おおすぎじぞうそん）は、岐阜県中津川市加子母小郷にある地蔵堂に安置されている木彫の延命地蔵菩薩立像。

## 由緒
神亀2年(725年)5月18日に、行基による一刀三礼の作と伝わる等身大の木像の延命地蔵尊である。
元は近江国栗太郡に存在していた勢田大寺に安置されていたが、廃寺となった後は石山寺に安置されていた。
その後数十年を経て、熱心な信者であった紀成恒が、地蔵尊像を奉じて安置にふさわしい場所を求めて普く諸国を巡り、
延長5年(927年)、美濃と飛騨の国境である小郷の里に至った。
この時、俄に地蔵尊の尊体が重くなり、奉じて歩くことが出来なくなったため、これは延命地蔵尊が小郷の地に留まりたいと望んでいると思い、現在の
地蔵堂の西方200mの堂垣外に地蔵堂を建てて安置した。
以来、紀成恒は小郷の里に常住し、堂守として生涯を終えた。
京の高雄山神護寺の復興に努めていた文覚は、後白河法皇に神護寺再興を強訴したため、法皇が激怒し伊豆に流刑となった。
当時、源頼朝も伊豆の蛭ヶ小島に流刑となっていたので2人の親交が始まり、文覚は源頼朝に平家討伐の挙兵を迫った。
安元2年(1176年)、文覚は諸国を巡錫中に小郷の地に至り、地蔵堂に一泊した。真夜中に地蔵尊の蓮台の上から声があり目覚めると、
地蔵堂の東方の池から一脈の光が出て西方の地に跨線を描いた。
文覚は地蔵菩薩の御告げと悟り、光が示した西の山に寺を建立しようと決心した。
後に源頼朝が鎌倉幕府を創設すると、頼朝の助を得て、日頃信仰していた大威徳明王を祀るにふさわしい壮大な鳳慈尾山 大威徳寺を創建するに至った。
建久6年(1195年)、源頼朝は鎌倉への帰途に大威徳寺に立ち寄った際に老朽化した地蔵堂の修復を命じ、東方の現在地に移築を命じた。
後年、鎌倉幕府執権の北条時頼が、文覚亡き後の見聞に小口(小郷)を訪ねたと記されている
その後、地蔵堂は幾度か改築や修理が行われ、慶長6年(1601年)、元和4年(1618年)、万治元年(1658年)、安永2年(1772年)の4回が記録に残っている。
また延命地蔵尊像は、元禄7年(1694年)に彩色され、初三日行人堂供の儀を行い、天保4年(1833年)に再び彩色したと旧記にある。
昭和51年(1976年)7月20日、延命地蔵尊像は、加子母村の有形文化財に指定され、現在は中津川市の有形文化財となっている。
地蔵堂は、加子母にある法禅寺の管理に属しており法禅寺の飛地境内である。
令和6年(2024年)4月、延命地蔵尊の御開帳にあたり由緒書が作成された。

## 境内及び周辺

### 鐘楼と梵鐘
鐘楼は、一重の入母屋造りで、間口6.3メートル、奥行き5.9メートル、高さが7.8メートルあり、
明治35年(1902年)に法禅寺住職の小川覚道が建立し、梵鐘は法禅寺から移されたものである。
梵鐘は、太平洋戦争時の金属類回収令により供出されたが、鋳潰されない前に終戦となり、再び地蔵堂の鐘楼に戻された。
鐘楼は、昭和55年(1980年)1月17日に加子母村の有形文化財に指定され、現在は中津川市の有形文化財となっている。

### 加子母の大杉
(加子母のスギも参照)
地蔵堂の裏にある大杉は、加子母の大杉と呼ばれており、樹齢1000年を超える巨木である。
言い伝えによると、建久6年（1195年）に源頼朝が、鎌倉幕府の御家人であった飛騨の江馬小四郎を訪ねる途中で、大威徳寺に参拝する前に、地蔵堂へ立ち寄った際に、枝を逆さに挿したのが根付いて大杉になったとされ、「頼朝の指杉」とも呼ばれる由来となっている。
かつての災害によって幹の上部が折れた痕が、一坪余の平面になって樹皮で覆われている。
明治の頃までは、この大杉の樹皮が家内安全・延命長寿・授子・安産育児の御守りとなるとされて、各人が自由に樹皮を剥いで乱獲されていたために傷が絶えなかった。
そこで地蔵堂の堂守が丁寧に樹皮を取って延命地蔵尊の前に供え、僧侶が祈祷した後で一般の人々に頒布するようになった。
大正13年(1924年)12月9日に国の天然記念物に指定された。
昭和の初期に大雪で折れて落下した枝の年輪が、800年余であったことから、樹齢は言い伝えよりもさらに古いと推定される。
昭和50年(1975年)、保存工事が施された。その後も傍に建てられていた地区の公民館の移転や柵の設置などが行われ保護されている。
平成元年(1989年)3月29日の実測では、高さ30.8m、目通り13.0m、根周り20.0mであった。

### 鎌倉石
鎌倉石は、当初地蔵堂が建てられていた、現在地より200m西方の堂垣外にあったが、昭和40年代(1965～1974年)に、圃場整備事業により、現在地に移された。
数百年に亘り地元の人々が供物を捧げて大切に護ってきたことから、紀成恒の墓石と考えられている。
源頼朝が、飛騨の江馬小四郎に会うためにこの地に立ち寄った際に座った石ともされている。

### 乳子ヶ池
地蔵堂の東側に、乳子ヶ池と呼ばれる小さな池がある。
昔、この近くに情け深い婦人が住んでいた。或る夜に赤子の泣き声を聞き、不思議に思って泣き声をたよりに探したところ、池の傍らに生後間もない赤子が捨てられているのを発見した。
しかし、その婦人が産んだわけではないので乳が出ない。そこで困り果てて地蔵尊に祈願したところ、「池の水を与えて育てよ」とのお告げがあった。
婦人は喜んで毎日この池の水を与えたところ、すくすくと育って立派に成人し、育てた婦人に孝養を尽したという。

### 文覚上人墳処となめくじ祭
その後、文覚は再び京へ上り、東寺の復興や仏教の興隆に尽くして没した。
死後に弟子の明恵が、文覚の遺骨を高雄山神護寺に納めたが、一部を分骨して、ゆかりの小郷の地に埋葬したと伝わる。
江戸時代に近くの住民が、夢のお告げによって白ツツジの下を掘ったところ、木炭の中に埋められた骨壺と独鈷が出て来た。
天保4年(1833年)に、文覚の墓石が建立され、現在は文覚上人墳処と呼ばれている。
毎年、旧暦の7月9日の丑三つ時になると、どこからともなくナメクジが這い出して来て、墓石に這い上がり、その数は幾百にも達するが、夜明けとともに何処かへ消えてしまう。
このナメクジは普通のものとは違って、色が白く刀痕と言われている黒い斑がある。
これは、文覚が出家するきっかけとなった、従兄弟で同僚の渡辺渡の妻の袈裟御前に横恋慕し、誤って殺してしまったため、彼女の怨霊の化身であると言い伝えられている。

## 年間行事
- 花まつり　4月29日
- 春祭り　5月4日
- 投句箱発表　5月4日
- なめくじ祭　旧暦7月9日
- 秋祭り　11月23日
- 除夜の鐘　12月31日
- 地蔵尊縁日和讃講　毎月24日

## 寺宝
- 釈迦の涅槃図(作者不明)　平成9年(1997年)3月5日　加子母村の有形文化財に指定。現在は中津川市の有形文化財。
- 女人像(作者不明)　平成9年3月5日　加子母村の有形文化財に指定。現在は中津川市の有形文化財。
- 絵馬(作者不明)　平成9年3月5日　加子母村の有形文化財に指定。現在は中津川市の有形文化財。
- 釈迦如来像（円空仏）　昭和51年(1976年)7月20日　加子母村の有形文化財に指定。現在は中津川市の有形文化財。

## 所在地
岐阜県中津川市加子母小郷683-2

## アクセス
- JR東海 高山本線 の 下呂駅で下車。濃飛バスの「加子母総合事務所前」行きに乗車し小和知バス停で下車。徒歩10分